# Dymná jizba
Dymná jizba (černá jizba, dýmnice, kurlok) je hlavní obytná místnost, ve které se nacházelo otevřené ohniště, z něhož byl dým odváděn otvory ve stropě, okny, dveřmi nebo otvory v horní části stěn.

## Popis
Ohniště bylo původně umístěno uprostřed místnosti a stoupající kouř odcházel skulinami ve střeše. Dymná jizba byla vyšší než ostatní místnosti z důvodu zachycení stoupajícího dýmu pod stropem. Pokud kouř dosáhl úrovně oken odcházel dymnými otvory v horní části stěn nad úrovní oken nebo dveřmi do síně nebo otvory ve stropě a skulinami ve střeše ven. Postupem doby se ohniště přesunulo do rohu ke stěně se síní (druhá polovina 15. století). Mělo své stabilní místo v rohu místnosti vedle dveří proti stěně obrácené do dvora. Ohniště bylo oproti podlaze vyvýšeno a zpravidla se nacházelo před vstupním otvorem do pece (pekelec). Ohniště před ústím pece sloužilo k topení a osvětlení místnosti. Ústí sloužilo jako jediný otvor pro vkládání paliva i pokrmů k pečení a často jako otvor pro odvod kouře. Pec, která mnohdy zabírala až čtvrtinu místnosti, měla později v horní části otvor pro odvod spalin a kouře, někdy protáhlý do komínku. Kouř volně stoupal do prostoru místnosti. Pokud nebyly stropy odcházel volně otvory ve střešní krytině. V místnostech se stropem se kouř odváděl skulinami nebo otvorem na půdu a volně netěsnostmi ve střešní krytině, nebo jakmile se vrstva kouře snížila do úrovně oken, dveří mohla odcházet těmito otvory nebo dymnými otvory, které byly v nebo nad úrovní oken ve stěnách místnosti. Dymné otvory byly zpravidla v čelních stěnách čtvercového nebo obdélníkového průřezu. Proto byla dymná jizba obvykle vyšší než ostatní světnice. Nad pecí se nacházel lapač jisker, tj. z proutí hlínou vymazaný trychtýř, který později převzal funkci dymníku pro odvod kouře do půdních prostor chalupy.

## Vybavení
Vybavení dymné jizby bylo prosté bez ozdob. Nábytek tvořil stůl a lavice postavený proti ohništi v koutě – jídelní sezení. Podél zdí byly lavice, které sloužily ke spaní, a nádoby a truhly na uskladnění obilí a zemědělských výrobků, žernov k mletí obilí. Podlaha byla z udusané hlíny, také vyložená plochými kameny nebo upravována výmazem.
V 15. století byly zaváděny dymníky a vzniká polodymná jizba. Dymné jizby se zachovaly do 19. století hlavně na Valašsku a Beskydech, kde byly např. součástí kolib (kurloků). Dymné a polodymné jizby byly zachovávány také z důvodů vyhýbání se placení daně z komínů, která byla zavedena v roce 1676 Leopoldem I. Daň se platila z každého komínu, který vyčníval nad střechu. Zavedením ohňového patentu Marií Terezií (upřesněn Josefem II.) se lidé vyhýbali stavbě zděných komínů (byl dražší než celá dřevěnice), že nadále používali dymné a polodymné jizby s dřevěnými komíny vymazanými hlínou.

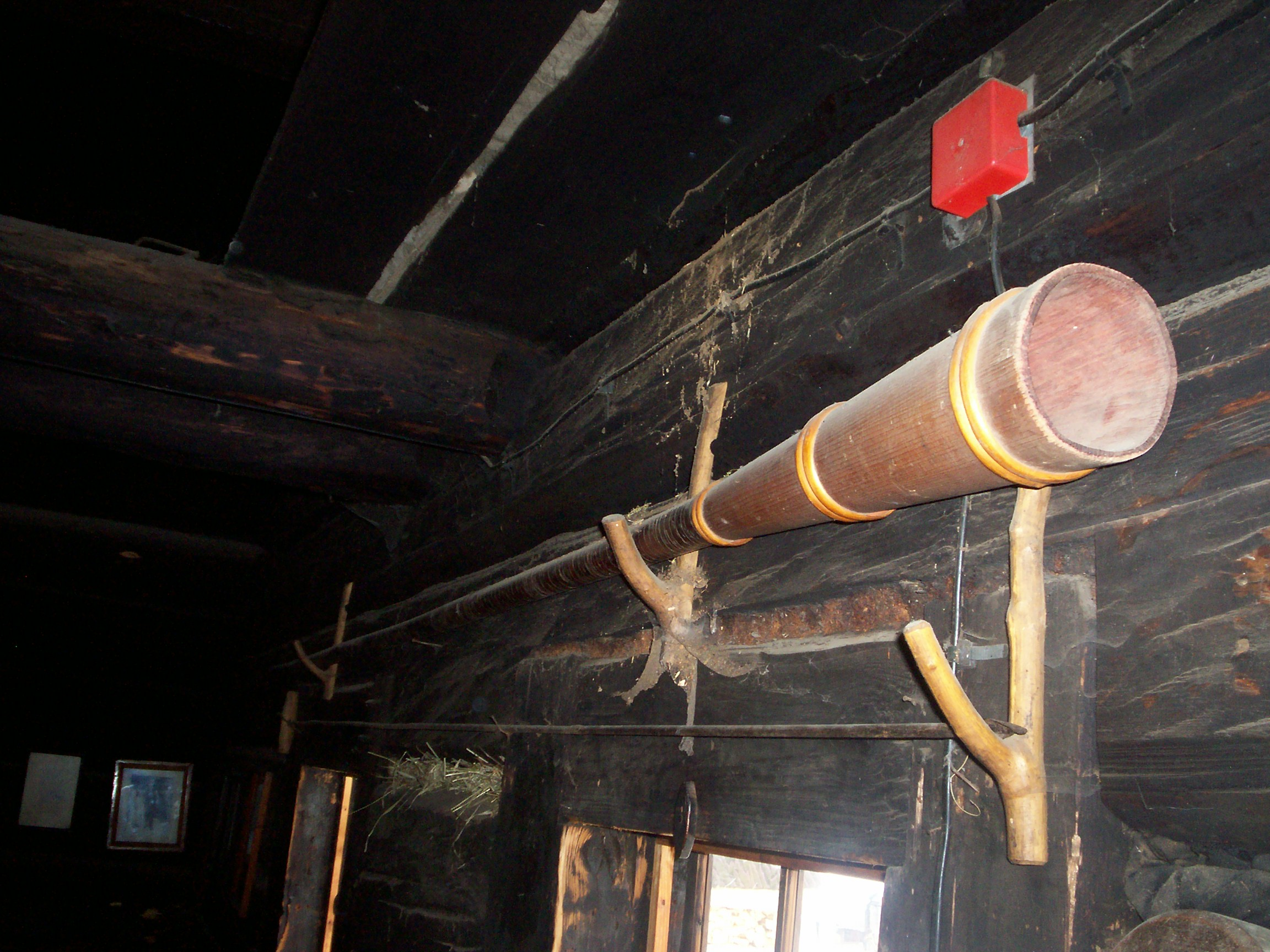
Vlevo od okna pod trombitem je ucpaný dymný otvor

## Zachované domy
- usedlost čp. 171 v Čisté u Litomyšle, kulturní památka České republiky[12][13],

- Štáflova chalupa v Havlíčkově Brodě, kulturní památka České republiky[14]
- usedlost čp. 11 Cerekvice nad Loučnou, kulturní památka České republiky[15]

- dům bezzemka čp. 70 z Leskovce u Vsetína ve skanzenu Rožnov pod Radhoštěm Valašské muzeum v přírodě[16][17]
- Kawulokova chata v Istebné (Polsko)